# NGC 6351
NGC 6351 est une vaste et lointaine galaxie lenticulaire située dans la constellation d'Hercule. Sa vitesse par rapport au fond diffus cosmologique est de 15 281 ± 3 km/s, ce qui correspond à une distance de Hubble de 225,4 ± 15,8 Mpc (∼735 millions d'al). NGC 6351 a été découverte par l'astronome français Édouard Stephan en 1879.
Le professeur Seligman et la base de données NASA/IPAC mentionnent que NGC 6351 est une paire de galaxies, ce que l'on peut constater sur l'image du relevé SDSS. Le professeur Seligman désigne ces galaxies comme étant PGC 60063 et SDSS J171911.7+360340, la galaxie située au nord-est. Cependant, on ne trouve aucun renseignement au sujet de cette dernière sur les bases de données. Aussi, il pourrait s'agit d'une galaxie encore plus lointaine et d'une paire purement optique.
Pour la galaxie au sud, il faut employer la désignation PGC 60063 pour obtenir les informations la concernant sur les bases de données consultées.